# Suzanne Venneker
Suzanne Venneker (Alkmaar, 2 april 1959) is een Nederlands zangeres die deel uitmaakte van de groepen Vulcano en Mrs. Einstein. Met Vulcano nam Venneker twee keer deel aan het Nationaal Songfestival. In 1997 vertegenwoordigde zij met Mrs. Einstein Nederland op het Eurovisiesongfestival met het liedje Niemand heeft nog tijd. Met de voorloper van Mrs. Einstein, De Meisjes, nam ze deel aan het Knokkefestival in 1986.
Naast haar zangwerk trad Venneker ook op in de André van Duinrevue en speelde ze een rol in Goede tijden, slechte tijden. 
Venneker heeft drie zoons.

## Trivia
- Venneker is een tante van musicalacteur Tommie Christiaan.
- Haar vader, Klaas Venneker, is dirigent geweest in een lokaal zangkoor en gaf muziekles aan de BSG in de jaren 80 en 90 en haar broer, Hans Christiaan, heeft de Scapino DansAcademie doorlopen.